# Kan du tänka dig honom utan hår?
Kan du tänka dig honom utan hår? är en Karl Gerhard-kuplett från 1936 ursprungligen ur revyn Vershuset Vita plåstret. Texten är av Karl Gerhard och musiken av Karl Olof "Kocko" Lagerkrans, Karl Gerhards dåvarande kapellmästare.
Av de tre verser som finns i text- och notsamlingen "Karl Gerhards bästa" handlar den första, som man kan gissa av titeln, om tunnhårighet. Andra versen handlar om kritik mot Karl Gerhards revy - man kan ana att någon kritiker ansett att bensprattlande baletter är omodernt. "Kan du tänka dig revyen utan ben? Jag kan det inte." I tredje versen skriver Karl Gerhard om de planer på en bro över Öresund som realiserades långt senare. "Kan du tänka dig Malmö utan båt? Jag kan det inte." Och så tycker han att det kanske går an att ta sig över bron på lördagskväll för att dricka i Köpenhamn, men "kan du tänka dig bron på måndagmorn? Jag kan det icke!"
Melodin återfinns på samlimgsalbumet Svenska sångfavoriter: Karl Gerhard från 1995. Sången är en av de som Magnus Uggla 2010 spelade in på sitt album Karl Gerhard passerar i revy.